# Naetrocymbe rhyponta
Naetrocymbe rhyponta är en svampart som först beskrevs av Erik Acharius, och fick sitt nu gällande namn av R. C. Harris. Naetrocymbe rhyponta ingår i släktet Naetrocymbe och familjen Naetrocymbaceae.  Arten är reproducerande i Sverige. Inga underarter finns listade i Catalogue of Life.